# Portuguesa-Tietê (métro de São Paulo)
Portuguesa–Tietê (en portugais : Estação Portuguesa–Tietê) est une station de la ligne 1 (Bleue) du métro de São Paulo. Elle est accessible au 1777 de l'avenida Cruzeiro do Sul, dans le quartier Santana, à São Paulo au Brésil.
Mise en service en 1974, elle est exploitée par la Companhia do Metropolitano de São Paulo (CMSP), exploitant de la ligne 1. Elle est en correspondance avec la gare routière de Terminal Rodoviário Tietê (pt) et un terminus de bus urbains.

## Situation sur le réseau

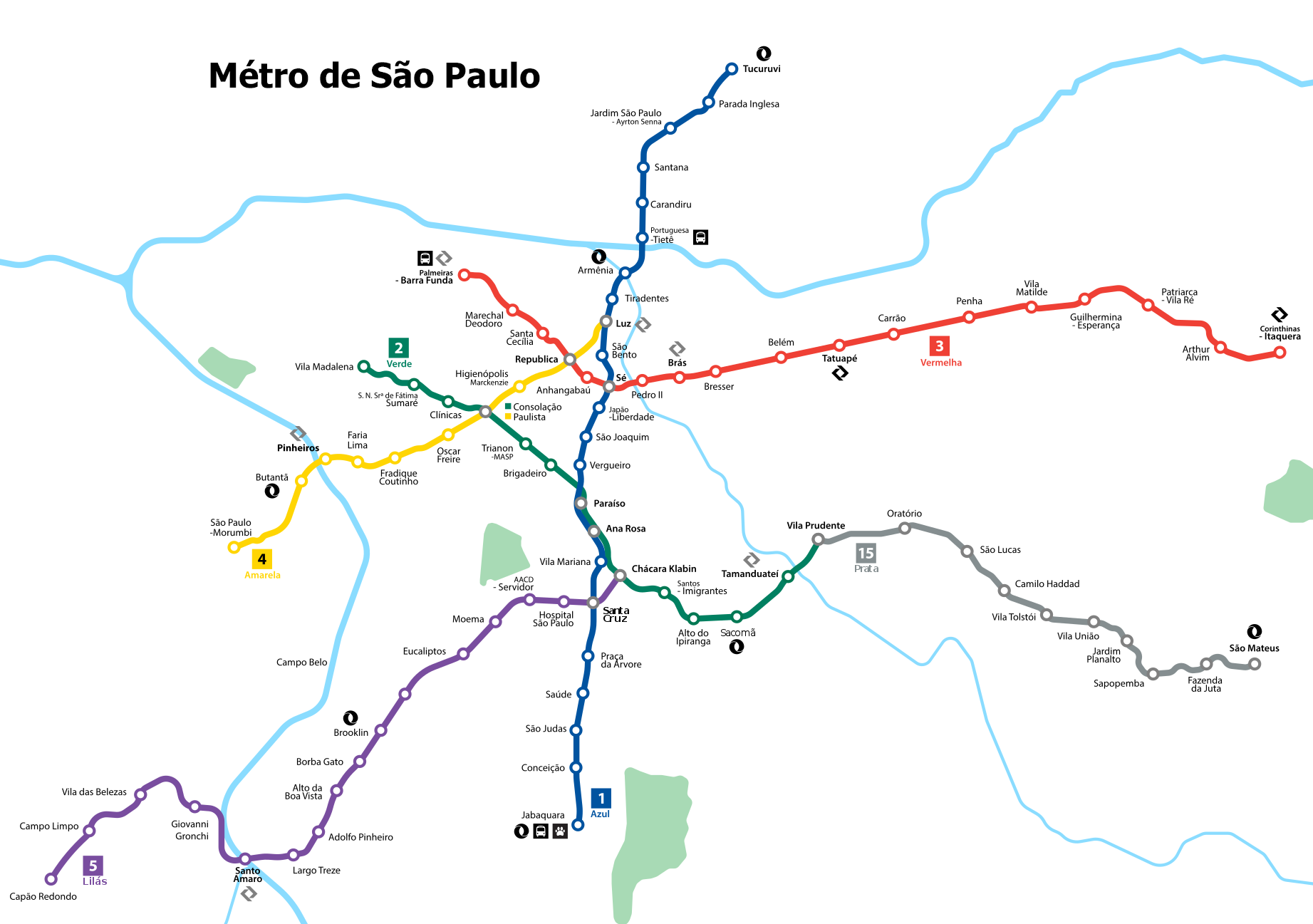
Plan du Métro de São Paulo 2020.

Établie en aérien, Portuguesa-Tietê  est une station de passage de la ligne 1 du métro de São Paulo (bleue), située entre la station Carandiru, en direction du terminus nord Tucuruvi, et la station Armênia, en direction du terminus sud Jabaquara,.
Elle dispose de deux quais latéraux qui encadrent les deux voies de la ligne.

## Histoire
La station, alors dénommée Tietê est inaugurée le 14 septembre 1974, elle est située à proximité de la rivière Tietê qui lui a donné son nom. C'est une station située en aérien avec une structure en béton apparent, un toit en béton préfabriqué et deux quais latéraux. Elle dispose de 4 800 m2 de surface construite et est prévue pour absorber un trafic de 20 000 voyageurs par heure en heure de pointe. 
Le 10 juin 2006 la station est renommée Portuguesa-Tietê, en l'honneur de l'Associação Portuguesa de Desportos, un club de football situé à proximité.
Le nombre moyen de passagers entrant dans la station en 2013, est de 63 000 voyageurs par jour ouvrable, ce qui la classe parmi les sept stations les plus fréquentées de la ligne 1.

## Services aux voyageurs

### Accès et accueil
Elle possède quatre sorties, dont une dans la zone de la gare routière (avec laquelle elle se connecte via une large passerelle), une pour le terminus d'autobus urbain existant à côté de la gare routière, une sur le trottoir est et une sur le trottoir ouest de l'avenida Cruzeiro do Sul, cette dernière disposant d'un ascenseur pour l'accès des personnes à mobilité réduite.

### Desserte
Portuguesa-Tietê est desservie par les rames de la ligne 1 du métro de São Paulo de 4h40 à 00h00.

Installations et desserte
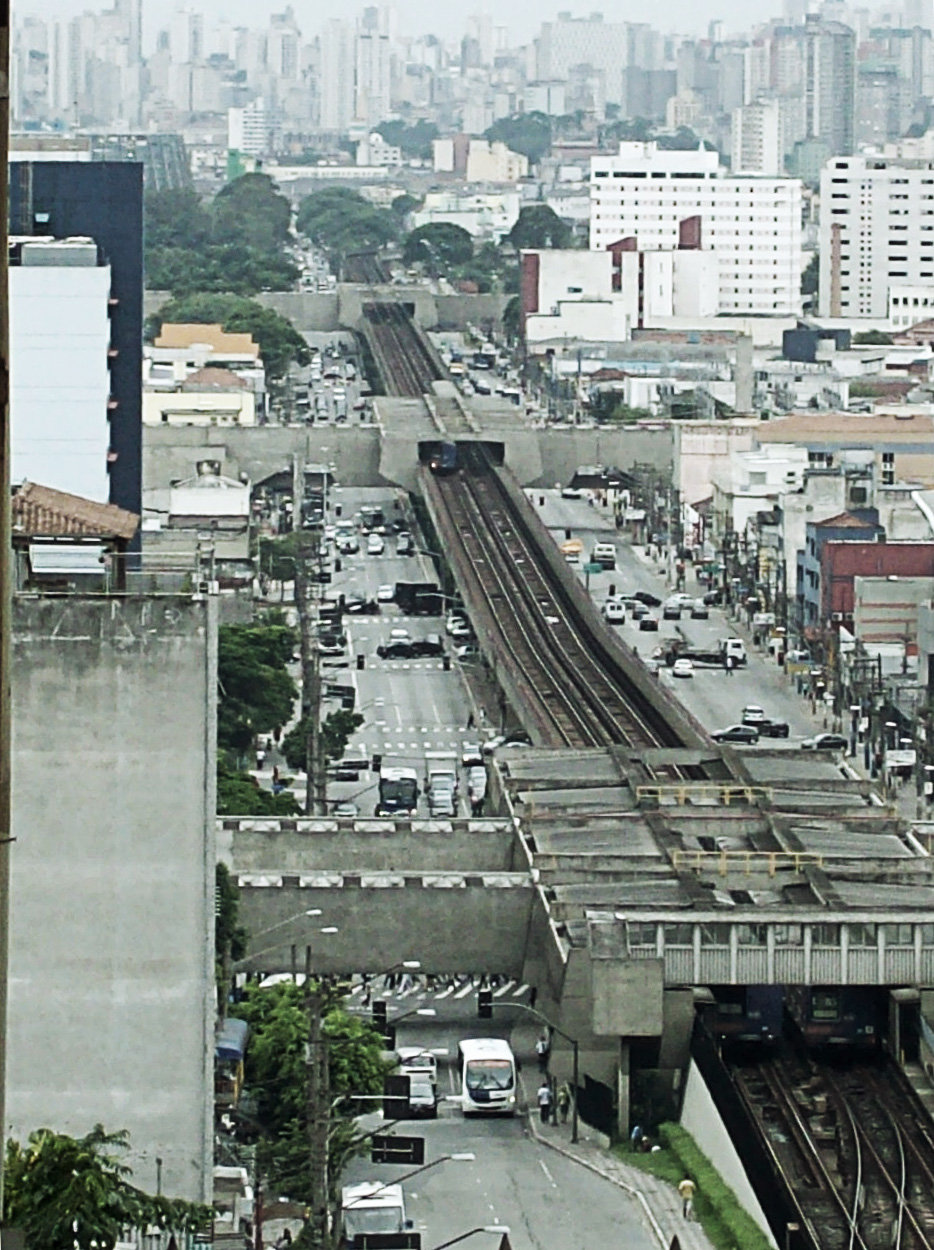
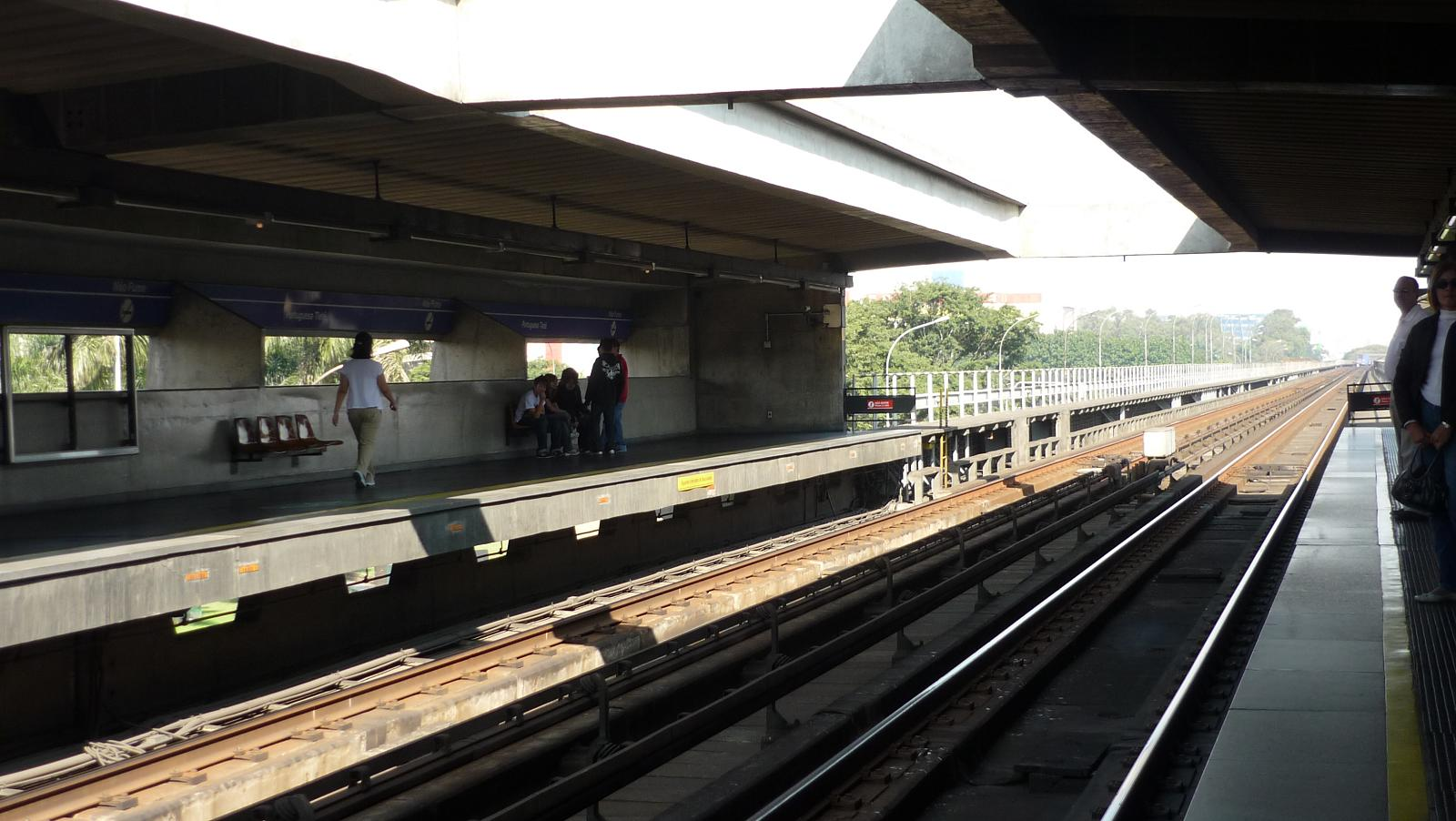
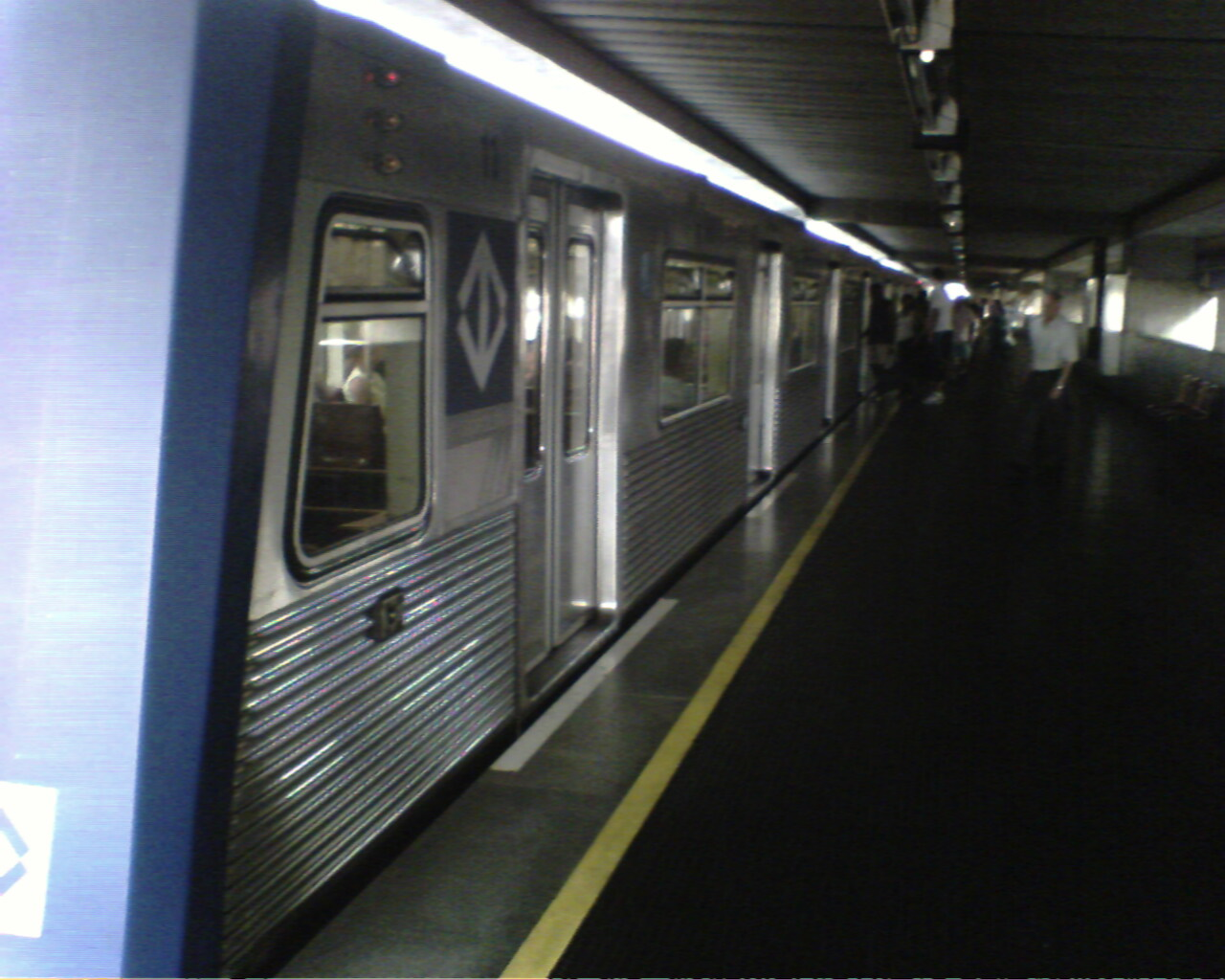

### Intermodalité
Elle est en correspondance, par un cheminement direct, avec le Terminal Rodoviário Tietê (pt) de car ou bus de grandes lignes,  un terminal de bus urbain et un parking.

## À proximité
- Gare routière de Tietê
- Rio Tietê